# Harold Rubin
Harold Rubin,  (Johannesburg, 1932. május 13. – Tel-Aviv, 2020. április 1.) dél-afrikai klarinétos; építész.

## Pályafutása
Rubin a Jeppe High School for Boyson tanult, és a képzőművészeti magánórákra is járt. Tizenévesen klasszikus klarinétozást tanult, majd a dzsessz iránti kezdett érdeklőni, és tizennyolc évesen a Skyline Night Clubban játszani kezdett.
Beiratkozott a University of the Witwatersrandre, ahol építészetet tanult.
Rubin kreatív törekvései a dél-afrikai társadalomban az 1950-es és 1960-as években az apartheid-korszak afrikáner rendszerével szemben álltak. Dacolt a Dél-afrikai Köztársaság rasszista társadalmi normáival. Az 1950-es években megszervezte első dzseasszegyüttesét. Fekete településekre surrant be, és fekete zenészek mellett játszott.
képzőműmészeit alkotásait először 1956-ban állították ki. Rubin dél-afrikai képzőművészethez való hozzájárulásai között szerepelt az 1961-es "Sharpeville" – egy rajzsorozat, amely az apartheid-korszakbeli hatóságok brutalitását ábrázolja az 1960-as Sharpeville-mészárlás során.
Rubin legvitatottabb projektje az 1960-as évek dél-afrikai művészeti életében az „Én Jézusom” volt, a keresztre feszítés provokatív ábrázolása. Jézus Krisztust meztelen fekete alakként jeletí meg egy szörnyeteg fejével. A mű a következő feliratot tartalmazta: „Megbocsátok neked, Uram, mert nem tudod, mit cselekszel”. A vitatott képet 1962-ben egy johannesburgi galériában más rendszerellenes művekkel együtt állították ki. A kiállítás akkora felháborodást váltott ki, hogy a kormány a rendőrséget küldte a kiállítás bezárására, és a műalkotásokat a cenzúrabizottsághoz utalta vizsgálatra. Rubin lett a második dél-afrikai, akit istenkáromlással vádoltak. Miután 1963 márciusában a bíróság felmentette az állítólagos istenkáromlás alól, Rubin az elnyomó politikai környezet ellen tiltakozva elhagyta az országot, és Izraelbe költözött. Tel-Avivban építészként dolgozott izraeli és külföldi projekteken.
Az 1960-as évektől 1986-os nyugdíjba vonulásáig egy építészeti és formatervezési akadémián tanított.
A háborúellenes téma Rubin munkásságának egyik fő témája volt az 1980-as években, egy évtizedben, amely az 1982-es libanoni inváziónak és az egyre láthatóbbá váló békemozgalom által keltett feszültségeknek volt tanúja, és amelyet olyan művek alkottak, mint az a 22 fekete-fehér képből álló rajsorozat („Egy háborús özvegy anatómiája”; 1984). A „Rabbi Kahane előtti tisztelgés” című, maró hangvételű alkotást, amely a szókimondó ultranacionalista Meir Kahane rabbit zsidó náciként ábrázolta.
Az 1987 augusztusában a tel-avivi Meimad Galériában Rubin és más izraeli művészek művészeti alkotásaiból rendezett kiállítás és árverés bevételét egy oktatási tevékenységekre és a demokrácia, valamint a szólásszabadság értékeinek előmozdítására létrehozott alapnak ajánlották fel, amelyet Emil Grunzweig, egy izraeli tanár és a Peace Now aktivista emlékére hoztak létre, akit 1983-ban egy jeruzsálemi béketüntetésen dobott gránát gyilkolt meg.
Rubin rajzait és festményeit az 1960-as évek óta kiállították Izraelben, Dél-Afrikában, az Egyesült Államokban és Németországban.
Rubin 1979 végén tért vissza a dzsesszhez. Az 1980-as években alakult meg Zaviot kvartett, amely fesztiválokon és klubokban lépett fel Izraelben és Európában az 1989-es feloszlásáig.
Rubin újabb fellépései között szerepeltek Ariel Shibolet, Assif Tsahar, Daniel Sarid, Maya Dunietz és Yoni Silver társaságában való fellépések.
2008-ban Landau-díjjal tüntették ki a dzsesszzenéhez való hozzájárulásáért. Tel-Avivban folytatta a dzsesszenélést a fiatalabb generációk zenészeivel is.
Családjában az első házasságából két fiú, a másodikból pedig egy lánya született. Két adoptált lánya is van.
Rubin nyíltan ateista volt.

## Albumok
- MusicBrainz

## Díjak
- 2008: Landau-díj